# Rousettus lanosus
Il rossetto lanoso (Rousettus lanosus  Thomas, 1906) è un pipistrello appartenente alla famiglia degli Pteropodidi, diffuso nell'Africa orientale.

## Descrizione

### Dimensioni
Pipistrello di medie dimensioni con la lunghezza della testa e del corpo tra 114 e 173 mm, la lunghezza dell'avambraccio tra 85 e 95 mm, la lunghezza della coda tra 9 e 25 mm, la lunghezza delle orecchie tra 19 e 25 mm, un'apertura alare fino a 64,4 cm e un peso fino a 162 g.

### Aspetto
La pelliccia è insolitamente lunga, arruffata e leggermente lanosa, più corta sul muso e si estende sulla tibia e parte dell'avambraccio. Il colore del dorso varia dal bruno-grigiastro scuro al bruno-rossiccio scuro, talvolta cosparso di peli più chiari, mentre le parti ventrali sono più chiare. I maschi adulti hanno dei peli più lunghi e rigidi sul collo e la gola. Il muso è lungo, gli occhi sono grandi e nerastri. Le orecchie sono marroni scure, strette con l'estremità arrotondata e un lobo antitragale ridotto. Le membrane alari sono marroni scure e attaccate posteriormente al secondo dito del piede. La coda è relativamente corta, mentre l'uropatagio è ridotto ad una sottile membrana lungo la parte interna degli arti inferiori.

### Ecolocazione
Emette ultrasuoni prodotti dallo schioccare della lingua sul palato, utilizzati per orientarsi nell'oscurità delle grotte.

## Biologia

### Comportamento
Si rifugia all'interno di grotte, dove forma colonie di diverse centinaia di individui, occasionalmente insieme ad altri esemplari del genere Rousettus o Lissonycteris.

### Alimentazione
Si nutre di varie specie di banane e di fiori di Lobelia.

### Riproduzione
Danno alla luce un piccolo alla volta probabilmente più volte l'anno come osservato in una femmina gravida mentre ancora allattava la prole precedente.

## Distribuzione e habitat
Questa specie è diffusa nell'Etiopia centrale, lungo il confine tra Uganda e Sudan del Sud, Kenya centro-occidentale, lungo il confine tra la Repubblica Democratica del Congo con l'Uganda e il Ruanda, Tanzania nord-orientale e centro-meridionale e in due aree del Malawi settentrionale.
Vive nelle foreste umide montane tra i 500 e 4.000 metri di altitudine. È stata occasionalmente osservata anche in boscaglie, Savane alberate e foresta pluviale secca.

## Conservazione
La IUCN Red List, considerato il vasto Areale, la popolazione numerosa e la presenza in diverse aree protette, classifica R. lanosus come specie a rischio minimo (Least Concern)).